# هاوس آف فریزر
هاوس آف فریزر (انگلیسی: House of Fraser) شرکت خرده‌فروشی پوشاک بریتانیایی است، که در سال ۱۸۴۳ تأسیس شد.